# Jürg Bruggmann
Jürg Bruggmann, né le 1er octobre 1960 à Sulgen dans le canton de Thurgovie, est un coureur cycliste suisse.

## Biographie
Professionnel de 1983 à 1990 dans diverses équipes, il a notamment remporté la médaille de bronze de la course en ligne amateurs des championnats du monde de 1982 et une étape du Tour d'Italie 1984.

## Palmarès

### Amateur
- 1978
  - Tour du Pays de Vaud
  - 2e du championnat de Suisse sur route juniors
- 1980
  - 2e du Tour du Stausee
- 1981
  -  Champion de Suisse sur route amateurs
- 1982
  -  Champion de Suisse sur route amateurs
  - Giro del Mendrisiotto
  - 3e du Tour du lac Léman amateurs
  - 3e du Grand Prix de Lucarne
  -  Médaillé de bronze du championnat du monde sur route amateurs

### Professionnel
| - 1984 - 17e étape du Tour d'Italie - 3e du Tour de Campanie - 1985 - 3e du Tour du Nord-Ouest de la Suisse - 6e du Championnat de Zurich - 9e du Rund um den Henninger Turm - 1986 - 2e du Tour du Nord-Ouest de la Suisse - 3e de La Marseillaise - 8e du Rund um den Henninger Turm - 8e du Championnat de Zurich | - 1987 - 2eb étape du Tour de l'Oise - 1988 - 1re étape du Tour de l'Oise - 1989 - 2e du Grand Prix du Canton de Zurich - 3e de la Coppa Sabatini - 1990 - 1re étape de la Schwanenbrau Cup (contre-la-montre par équipes) - 2e de la Schwanenbrau Cup |  |

## Résultats sur le Tour d'Italie
6 participations 
- 1983 : 132e
- 1984 : 121e, vainqueur de la 17e étape
- 1985 : 118e
- 1986 : 131e
- 1989 : 106e
- 1990 : 138e